# Chapelle de la Visitation de Moulins
Pour les articles homonymes, voir Chapelle de la Visitation.
La chapelle Saint-Joseph, dite de la Visitation, est celle de l’ancien couvent des visitandines de Moulins ; elle a été commandée en 1646. Lorsque le lycée de Moulins s'est installé en 1802 à l'emplacement du couvent, la chapelle est devenue la chapelle du lycée et elle l'est restée jusqu'en 1998 ; à cette date, elle a été détachée du lycée et elle est maintenant un monument dépendant de la ville de Moulins. La chapelle est classée monument historique depuis 1928.
Construite autour de 1650 en style classique, elle remplace une première chapelle commandée par la fondatrice du monastère, la Vénérable Jeanne-Charlotte de Bréchard (1580-1637).  Elle est connue pour héberger notamment le tombeau du duc de Montmorency exécuté par François Anguier entre 1648 et 1651, à la demande de Marie-Félice des Ursins, veuve d'Henri II de Montmorency.

## Chœur des Visitandines
Le chœur des Visitandines, au nord de l'édifice, hors œuvre, abrite un imposant plafond peint de toiles tendues sur châssis. Elles sont attribuées à Rémy Vuibert. Le décor, qui représente la vie de la Vierge, est composé de dix-sept toiles. Afin de mêler le plafond plat à la française avec le trompe-l'œil, typique du plafond classique italien, une savante installation permet de tenir les toiles selon l'angle approprié. 
Les peintures, qui ont été restaurées de 2016 à 2017, avaient été dégradées par un incendie en 1797.

## Tombeau du duc de Montmorency

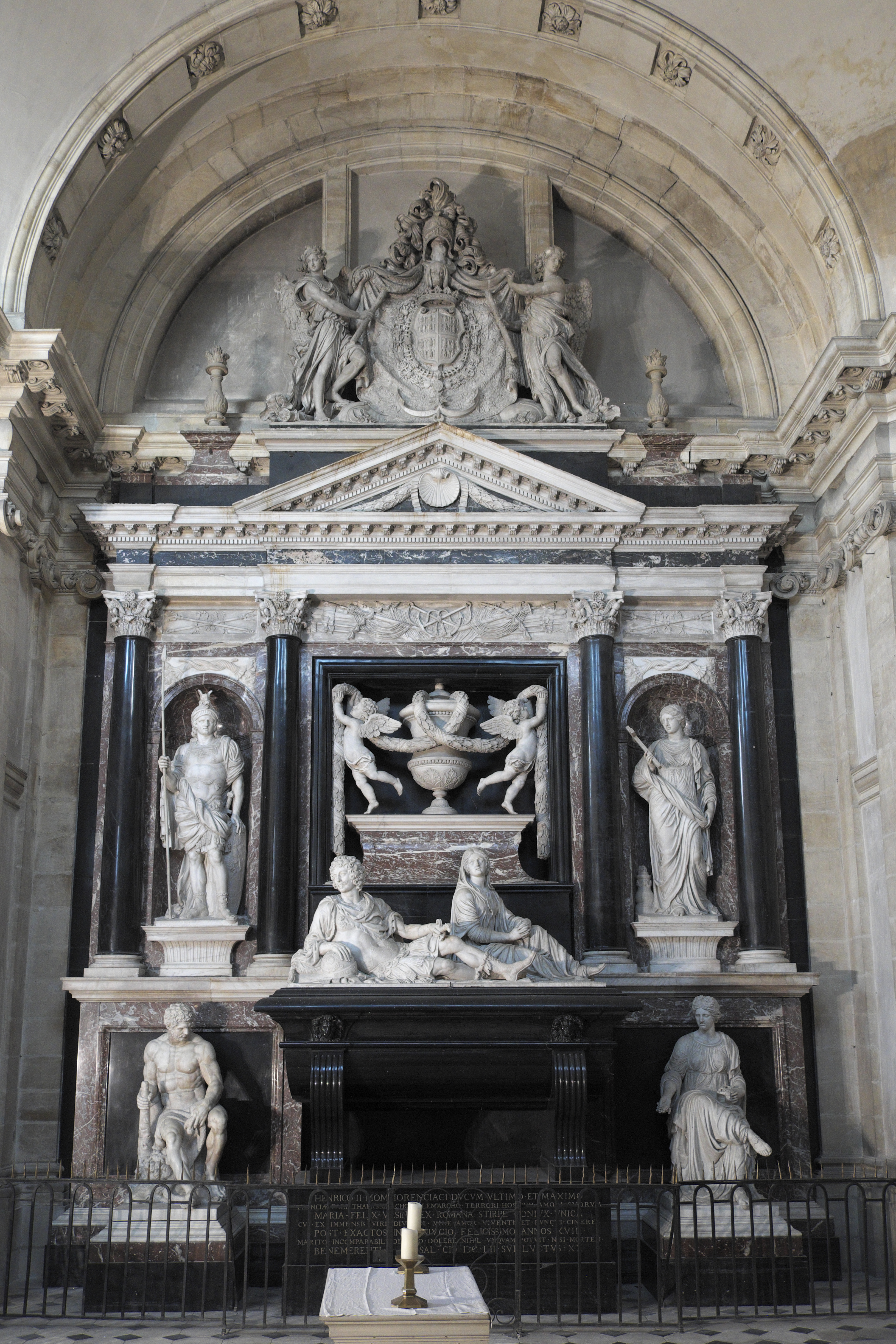
Mausolée du duc de Montmorency.

Marie-Félicie des Ursins arrive à Moulins à la mort de son époux, le duc Henri II de Montmorency. En effet, il est exécuté pour crime de lèse majesté à la suite de la révolte de 1632 dans laquelle il avait rallié Gaston d'Orléans contre Richelieu.
Son épouse est alors exilée au château de Moulins. Puis elle obtient de se retirer au couvent de la Visitation. 
En 1646, elle fait transférer les restes de son mari et c'est pour les accueillir comme pour remercier les visitandines pour leur accueil qu'elle fait construire la chapelle Saint-Joseph. 
Le mausolée est sculpté à Paris entre 1648 et 1653 par les frères Anguier dans le goût baroque en vigueur au XVIIe siècle pour les monuments funéraires.

## Photographies

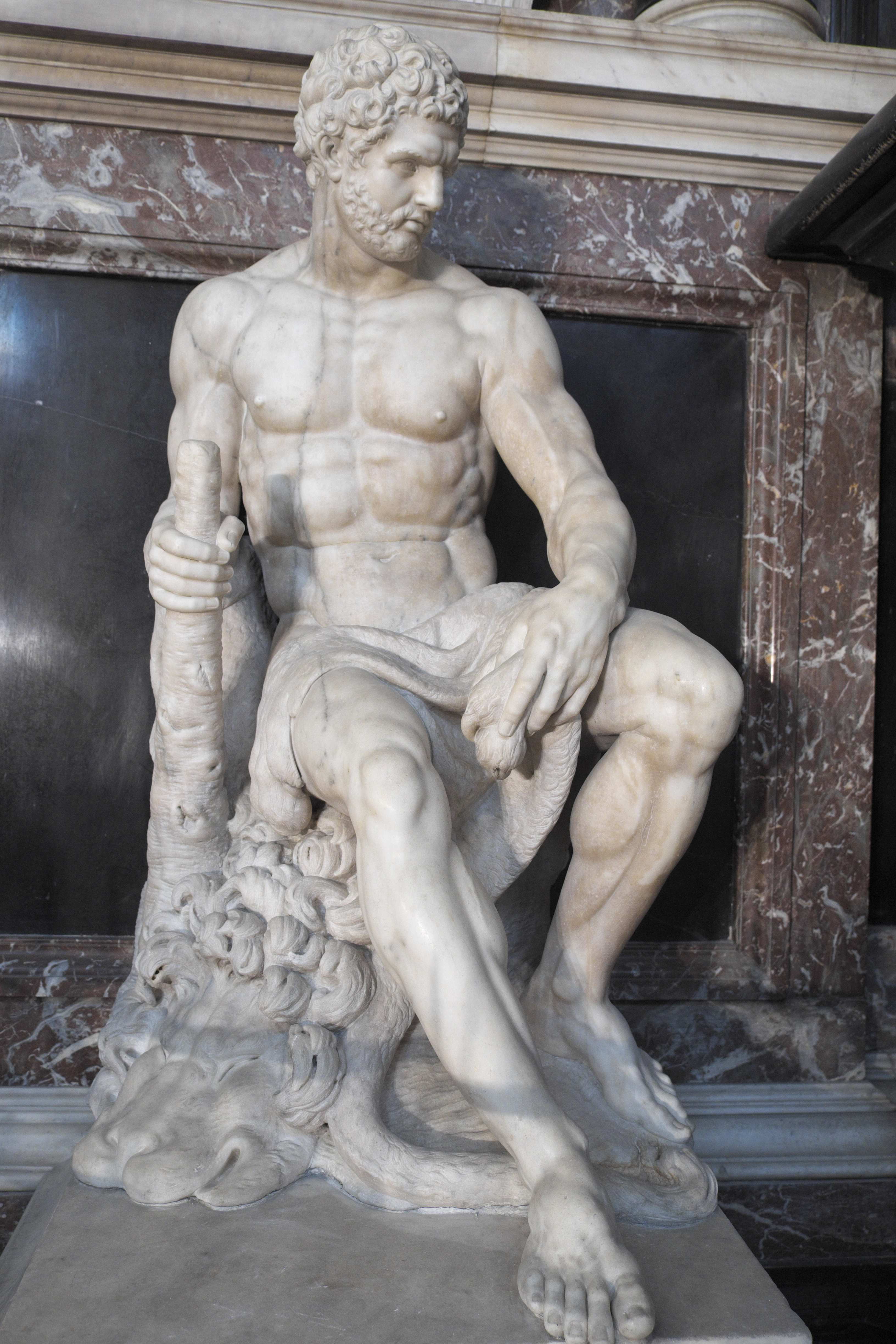
Détail du mausolée du duc de Montmorency.
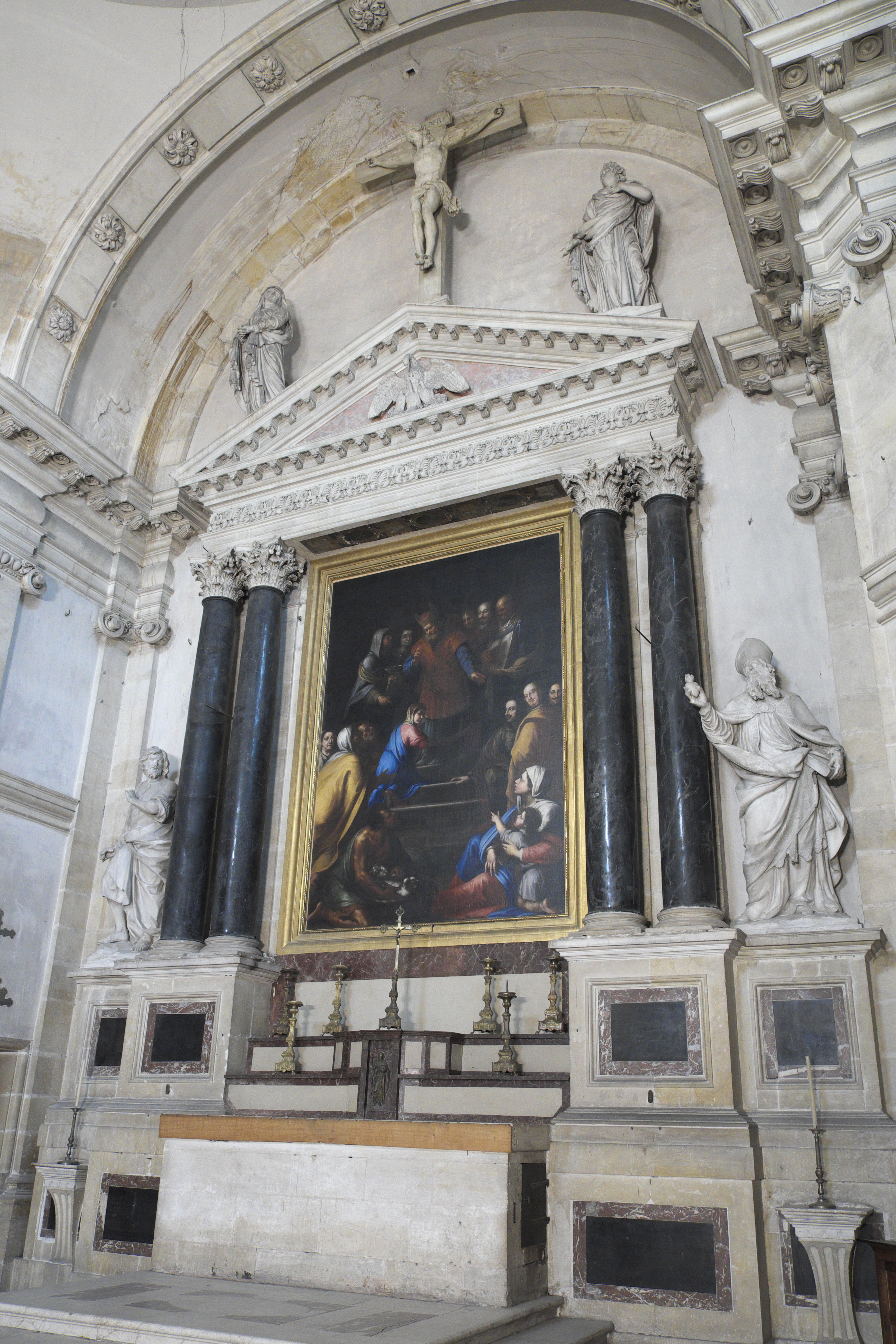
Autel.
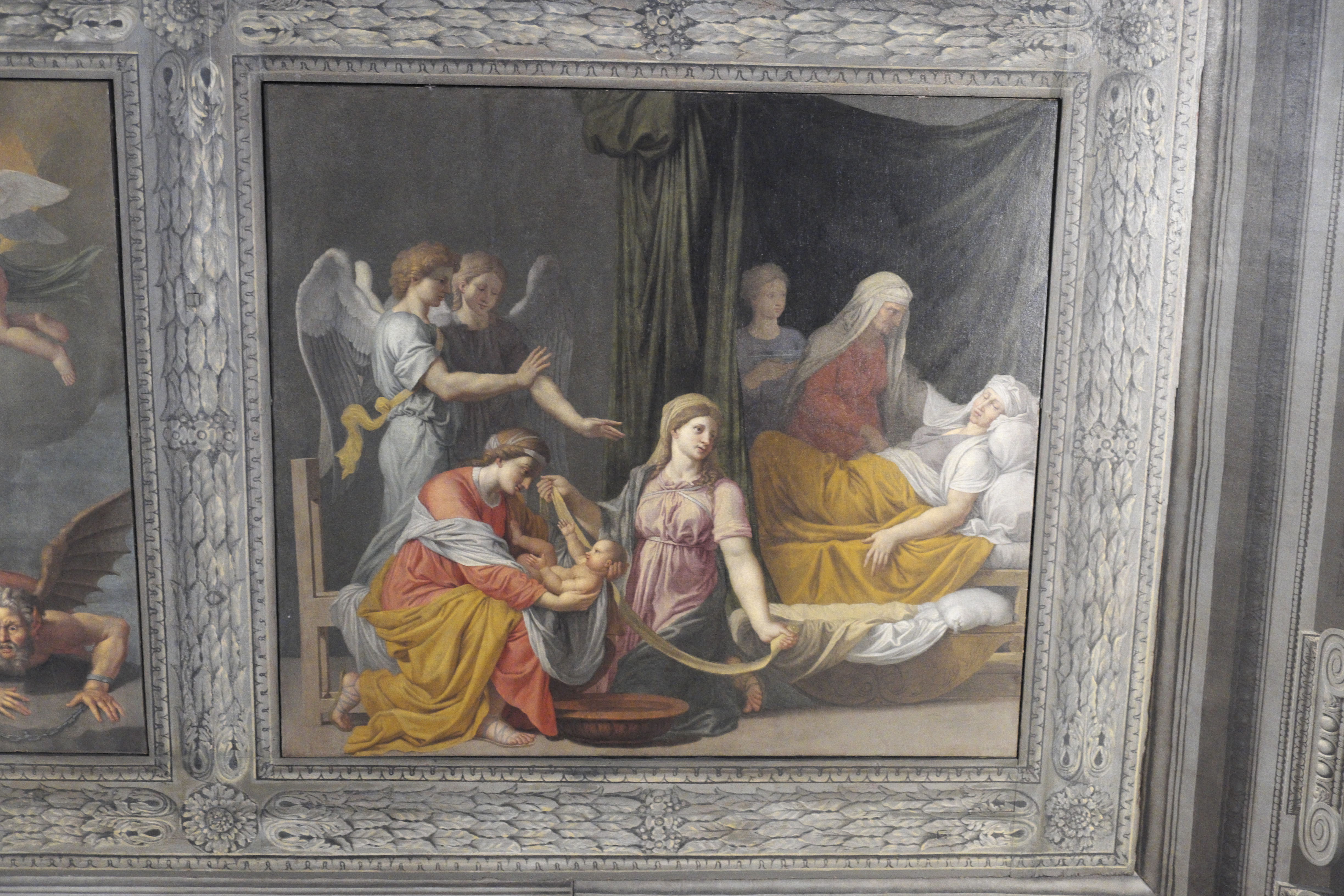
Détail du plafond.
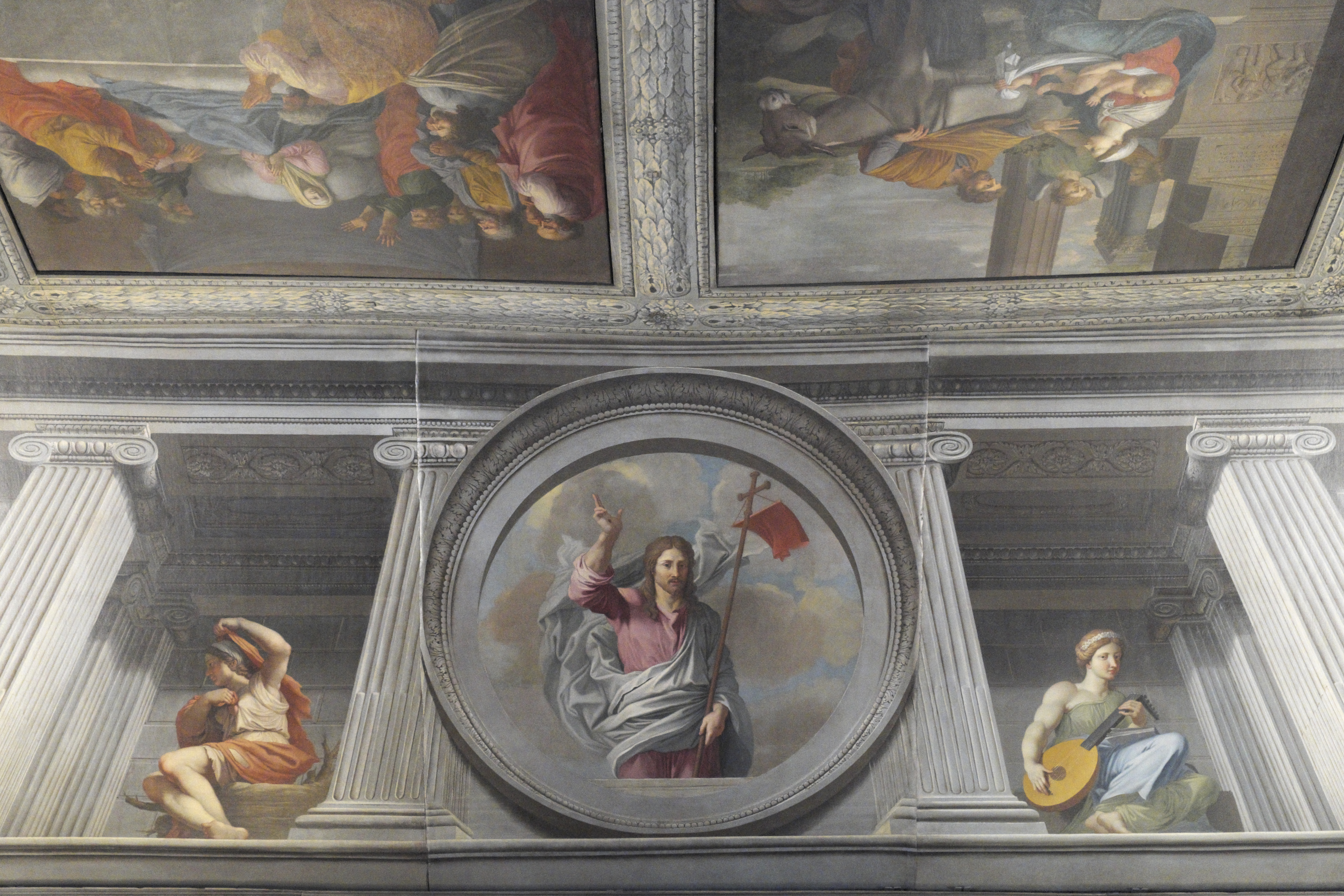
Fresques.